# Hydrellia columbata
Hydrellia columbata är en tvåvingeart som beskrevs av Deonier 1971. Hydrellia columbata ingår i släktet Hydrellia och familjen vattenflugor. Inga underarter finns listade i Catalogue of Life.